# Astylosterninae
Astylosterninae Noble, 1927 è una sottofamiglia di anfibi Anuri appartenente alla famiglia degli Artroleptidi.

## Distribuzione e habitat
Le specie di questa sottofamiglia sono diffuse nell'Africa subsahariana.

## Tassonomia
La sottofamiglia comprende 30 specie raggruppate in 4 generi:
- Astylosternus Werner, 1898 (13 sp.)
- Leptodactylodon Andersson, 1903 (15 sp.)
- Nyctibates Boulenger, 1904 (1 sp.)
- Scotobleps Boulenger, 1900 (1 sp.)